# ФК Санкт Гален
ФК „Санкт Гален“ (на немски: FC St. Gallen) е швейцарски футболен отбор от град Санкт Гален. Тимът е най-старият клуб в Швейцария, основан през 1879 г.

## Кратка история
Макар и да е най-старият клуб в Швейцария, отборът няма много спечелени трофеи, за разлика от грандовете като Йънг Бойс, ФК Базел и ФК Цюрих. Тимът е спечелил 2 национални титли за 131 години – през 1903/1904 и през много успешният 1999/2000. Най-успешните години му са от 1999 до 2001, когато тимът сензационно оставя зад себе си грандовете Грасхопър и Базел. През 2002 силите им достигат за 3-то място. И краткият успешен период завършва.

## 2007/2008
Тимът отправя оферта към 41-годишния тогава Красимир Балъков след уволнението на Ролф Фрингер през октомври. Бившият национал на България подписва с клуба до края на сезона.

## 2008/2009
След разочароващото му изпадане отборът прави страхотен сезон и завършва на върха на второто по сила първенство в Швейцария с разлика от 8 точки пред втория ФК Лугано.

## 2009/2010
„Санкт Гален“ прави нов страхотен сезон, побеждавайки отбори като ФК Базел, ФК Аарау, Грасхопър, Ньошател Ксамакс.

## Успехи
Национални
- Швейцарска Суперлига
  -  Шампион (2): 1903–04, 1999–2000
  -  Сребърен медал (1): 2019–20
  -  Бронзов медал (4): 1917-1918, 1982-1983, 2000-2001, 2012-2013
- Купа на Швейцария
  -  Носител (1): 1968–69
  -  Финалист (4): 1944–45, 1976–77, 1997–98, 2020-21
- Купа на Лигата
  -  Носител (1): 1977–78
  -  Финалист (1): 1981–82
- Национална лига В/Чалъндж лига (2 ниво)
  -  Шампион (4): 1948-1949, 1970-1971, 2008-2009, 2011-2012
- Първа лига
  -  Шампион (3): 1934-1935, 1938-1939, 1964-1965

## Български футболисти
- Георги Славчев: 1997/99 - (48 мача - 7 гола)